# Аачим
Аачим — полуостров на северном побережье Чукотки, омывается Восточно-Сибирским морем.
С запада ограничен губой Нольде, с востока — губой Хычак. Северной оконечностью является одноимённый мыс. Площадь полуострова около 150 км², средняя высота 15—35 м.
Полуостров представляет собой эоловую равнину, сложенной преимущественно песчаными и супесчаными грунтами. На полуострове расположены пологие песчаные холмы с разреженной растительностью, а также песчаные гряды с дюнами с цепочками небольших термокарстовых озёр. На возвышенных участках развиты полигональные тундры с хорошо дренированными полигонами и кустарничково-травяным покровом. В атласных котловинах присутствуют участки сырых кочкарников и полигональных болот.
Название в переводе с чук. ачым — «парный».
У аачимских собак, живших 1,7 тыс. л. н., генетиками определена митохондриальная гаплогруппа A, также как у собак с острова Жохова и у большинства современных собак.

## Топографические карты
- Лист карты R-59-XXIII,XXIV Мэйны. Масштаб: 1 : 200 000. Состояние местности на 1980 год. Издание 1986 г.
- Лист карты R-59,60 Певек.  Масштаб: 1 : 1 000 000. Издание 1986 г.